# Lada (automobil)
Lada je zaštitni znak AvtoVAZ-a, ruskog proizvođača automobila iz grada Toljatija. Svi automobili proizvođača AvtoVAZ prodaju se pod nazivom Lada, no nije uvijek bilo tako. Tako su se primjerice Ladini automobili od 1970. na tržištu Sovjetskog Saveza prodavali pod imenom Žiguli.
Tijekom kasnijih desetljeća Ladini automobili postali su vrlo popularni u Rusiji i istočnoj Europi, posebice u zemljama bivšeg sovjetskog bloka gdje su postali simbol gradskog života. U gradovima od češkog Praga do kubanske Havane, Lada je postala prepoznatljivi automobil.

## Povijest
Lada je svoju prodaju na zapadnom tržištu započela s modelom VAZ-2101 koji je temeljen na talijanskom automobilu Fiat-124 i sličnim drugim automobilima, u velikim količinama tijekom 1980-ih. Ipak, kasniji automobili nisu doživjeli isti uspjeh kao Ladini prethodnici.
Ladin limuzinski model, na Zapadu poznatiji kao Classic, a u Kanadi kao Signet, djelomično se temelji na sedanskom modelu Fiata 124, a postao je uspješni izvozni model. Ključ tog uspjeha bili su konkurentna izvozna cijena, pouzdanost, jednostavna mehanika "uradi sam" i nepretenciozna funkcionalnost. Od 1980. proizvedeno je 13,5 miljuna Ladinih automobila s imenom Riva s još 5 miljuna onih proizvedenih u razdoblju od 1969. do 1979. koji su kao imena koristili brojeve od 2101 do 2107 (ovisno o veličini motora). Ukupno je proizvedeno preko 18,5 miljuna primjeraka tih automobila dok su u nekim zemljama ti automobili proizvođeni na temelju licence.
Ladin izvoz automobila diljem svijeta trajao je tijekom 1980-ih i 1990-ih godina, te Lada nije predstavljala samo automobil, nego i sam Sovjetski Savez. Tako je preko 60% proizvedenih automobila izvezeno uglavnom u zapadne zemlje ali i zemlje Istočnog bloka. Tako je i jedinstvenost same Lade bila u tome što se njezine automobile moglo naći na svim kontinentima, uključujući i Antarktiku. Naime, u tamošnjim istraživačkim bazama koristila se Lada Niva.
Sjedinjene Države bile su jedino veliko tržište gdje Lada nije izvozila svoje automobile.
Iako Ladine automobile nije krasila kvaliteta, slovili su kao izdržljivi automobili. Primjer toga bio je model Lada Classic. Automobil robusnog dizajna, izgrađen je u čeličnoj karoseriji te je podnosio ekstremnu sibirsku klimu i loše ruske ceste. Također, imao je mogućnost da prijeđe iznimno veliku kilometražu - 480.000 km.
Zbog vrlo konkurentne cijene i lakoće servisiranja, Lada je bila uobičajeni automobil policije, taksi-službi te vozilo javnih službi i civila u mnogim dijelovima Europe, Afrike i Kariba.
U ožujku 2008. Renault kupuje 25% udjela AvtoVAZ-a u vrijednosti jedne miljarde USD-a. Dogovor je obuhvaćao proizvodnju novih Ladinih modela u postojećim ruskim proizvodnim pogonima kao i povećanje proizvodnje uopće. 75% dionica AvtoVAZ-a je u vlasništvu ruske državne korporacije "Rostehnologija".
Lada je sada dio grupacije Renault-Nissan-Lada koja je po veličini treća svjetska automobilska grupacija poslije General Motorsa i Toyote.
Unatoč velikoj količini zapadnih automobila na ruskom tržištu u posljednjih nekoliko godina, Lada je uspjela zadržati svoj dominantni udio u prodaji automobila u Rusiji.

## Izvozne zemlje

### Australija
Lada s uvozom u Australiju započinje 1984. godine s kompaktnim terencem Lada Niva s pogonom na sva četiri kotača. 1988. uvedena je i Lada Samara s trima vratima. Kasnije se na australsko tržište uvodi Lada Samara s četirima i petorima vratima, ali pod drugačijim imenima. Tako se model Samara s četirima vratima, prodaje pod imenom Lada Sable, a model s petorima vratima, pod imenom Lada Cevaro.
Lada Niva 4x4 kasnije je ponuđena i kao kamionet s proširenim međuosovinskim razmakom, ali u Australiju ih je uvezeno svega 100.
Iako je na početku Ladina prodaja u Australiji bila obećavajuća, pitanja pouzdanosti i izvješća o lošoj kvaliteti, dovela su do Ladina kraha u Australiji. 1994. je zaustavljen Ladin uvoz automobila, a 1996. Lada je u potpunosti napustila australsko tržište.

### Brazil
Lada s uvozom automobila u Brazil, započinje 1990., kada brazilski predsjednik Fernando Collor ukida zabranu uvoza stranih automobila. Tako je Lada bila prvi europski automobil koji je ušao na brazilsko automobilsko tržište, nakon predsjedničke liberalizacije uvoznih zakona.
Lada u početku u Brazil uvozi modele Lada 2105 (limuzina) i Lada 2104 (karavan) koji se tamo prodaju pod imenom Lada Laika. Također, Lada u Brazil uvozi i model Niva. 
Lada Samara nije doživjela prodajni uspjeh kao njeni prethodnici.
Popularnost modela Niva i Laika počela je opadati nakon nekoliko godina, zbog nedostatka percipirane kvalitete svih modela Ladinih automobila. Automobili su često bili kritizirani zbog slabog dizajna.
Unatoč svemu, Lada Niva nastavlja s dominacijom na terenskom tržištu. Isključivo za brazilsko tržište napravljeno je ograničeno izdanje Lade Nive (Lada Pantanal). Njegova prodaja nastavljena je do 1997. Mnoge, od posljednjih Lada Niva, prodane su s dizelskim motorom.
Lada Niva bila je cijenjena u Brazilu, tako da se 1991. taj model u jako dobrom stanju, mogao prodati po cijeni od 5.500 USD-a, što je bilo daleko više od prosječne cijene na brazilskom tržištu rabljenih automobila.
U Brazilu je Lada Niva imala određeni kult popularnosti, tako da se tamošnji vozač koji voli voziti Ladu Nivu, zove "niveiro".
U vremenskom razdoblju od 1990. do 1997. Lada je u Brazilu prodala 30.000 automobila. Između 1990. i 1992. Lada je prodala više automobila u Brazilu, od bilo kojeg drugog stranog automobilskog proizvođača.

### Ekvador
U Ekvadoru se Lada pojavljuje tokom 1970-ih. Izvoz je zaustavljen sredinom 1990-ih. 2000. godine ruski AvtoVAZ u ekvadorskoj tvornici AYMESA počinje s proizvodnjom modela Lada Niva 4x4 1.7i. Ta suradnja završava 2005., kada Lada ponovo započinje s uvozom automobila u tu zemlju.
Do 2007., Lada je u Ekvador izvezla modele Lada 110, Lada 111, Lada 112, Lada 112 coupe, Lada Kalina (limuzina), Lada Niva 2121 (verzija s troje vrata), Lada Niva 2131 (verzija s petero vrata) i Lada 2107 "Clasico".
Tokom 2008. uvoz većine modela je smanjen, a u nekim slučajevima je prekinut. 2009. godine samo je s modelima Lada 2121 i Lada 2131 nastavljen uvoz.
Međutim, uvoz rezervnih dijelova za sve modele Ladinih automobila nastavlja se normalnom stopom.
Postoji veoma malo starih modela automobila koji su još uvijek u voznom stanju, poput Lade 2101.

### Finska
Na finsko tržište Lada ulazi 1971. Tokom 1970-ih Ladini automobili bili su među najprodavanijima u Finskoj, ali s vremenom Lada gubi svoje tržište. Tako je primjerice 2004. godine, Lada u Finskoj bila na 26. mjestu liste novoregistriranih automobila.
Ipak, Lada je u Finskoj stekla svoje obožavatelje koji od 1990-ih organiziraju susrete sa starim Ladinim modelima. Tako su obožavatelji 2008. organizirali zajedničko putavanje sa svojim Ladama u rusku tvornicu gdje se taj automobil proizvodi.

### Kanada
Lada na kanadsko tržište ulazi 1979. Prvi automobil koji je ponuđen u Kanadi bila je Lada 2106 s motorom obujma 1500 ccm.
Nakon njega, kanadskim kupcima predstavljena je Lada Niva 1.6L 4x4 koja je u prvoj godini ostvarila značajan rezultat s 12.000 prodanih automobila.
Lada iz Kanade nestaje 1998. zbog jeftinih južnokorejskih automobila Daewoo i Kia, koji u to vrijeme stižu na kanadsko tržište. Tako je do kraja 2000-ih nestalo mnogo Ladinih automobila s kanadskih ulica. Ipak, u Kanadi još postoje neka Ladina vozila koja su još u uporabi.
Danas na kanadskim cestama dominiraju američki, njemački, švedski i dalekoistočni (Japan, Južna Koreja) proizvođači automobila.

### Kostarika
Lada s izvozom svojih automobila na Kostariku započinje krajem 1970-ih te postaje popularna tokom 1980-ih, kao jedan od rijetkih novih automobila srednje klase koji si je tamošnje stanovništvo moglo priuštiti zbog niske cijene. Lada je najviše prodavala modele Niva, Samara i 2104.
Ipak, Lada je napustila kostarikansko tržište, te se danas može susresti malo Ladinih automobila na cestama Kostarike.

### Portugal
AvtoVAZ s izvozom u Portugal započinje 1986. U prosincu 2001. Lada objavljuje da će prestati sudjelovati na portugalskom tržištu automobila. U travnju 2002., Lada napušta Portugal.

### Singapur
Lada Samara je kratko vrijeme bila predstavljena u Singapuru (početak 1990-ih). Ona se pokazala veoma nepraktična u zemlji u kojoj vozila iznad tri godine starosti moraju biti detaljno pregledana jedanput godišnje. 
Jedan od razloga loše prodaje u Singapuru bila je njihova nepouzdanost u tamošnjoj tropskoj klimi. Drugi razlog bio je i tamošnji zakon da vlasnici svih automobila moraju platiti određenu svotu nakon što automobil prijeđe 10 godina starosti, žele li vlasnici nastaviti voziti automobile.
Ti razlozi bili su dovoljni da se Lada brzo povuče s tamošnjeg tržišta. Postoji pretpostavka da u zemlji ima samo nekoliko Ladinih automobila, iako se i ta tvrdnja dovodi u pitanje.

### Trinidad i Tobago
Od 1995. do 2001. Lada je marketinški uspješno reklamirala svoje modele Niva, Riva i Samara na Trinidadu i Tobagu. Iako se na tom otočju koristilo automobilima s volanom na desnoj strani, Ladi to nije predstavljalo problem jer su već imali prodajnog iskustva u Velikoj Britaniji. Ruski proizvođač tamo je prodavao model Lada Riva 1.5 SE koji je na otočju postao najjeftiniji novi automobil na tržištu.
Ladin zastupnik na Trinidadu i Tobagu, tvrtka Petrogas Ltd. reklamirala je Ladu Rivu kao obiteljski automobil, a Ladu Nivu kao automobil životnog stila s pogonom 4x4. Oba modela bili su relativno dobro opremljeni te su prodavani po cijenama između 8.000 - 15.000 USD-a.
Pitanja pouzdanosti i velika konkurencija na sivom tržištu japanskih uvoznih automobila, ubrzo su prisilili Ladu da napusti to tržište.
2000. godine uvedena je Lada Samara kao posljednji pokušaj da se robna marka spasi na tamošnjem tržištu. Taj pokušaj je propao i posljednje Samare prodane su 2003.

### Turska
Lada na tursko tržište ulazi tokom kasnih 1980-ih. Većina prodaje sastojala se od Lade Samare. Taj model bio je tržišno konkurentan zbog jeftine cijene, izdržljivosti i relativno niske potrošnje goriva. Lada Niva je također bila prisutna na tamošnjem tržištu automobila s pogonom na sva četiri kotača. Novi modeli poput Lade 2110 još se prodaju u Turskoj, ali ne s uspjehom koji je ostvarivala Lada Samara.

### Velika Britanija i Republika Irska
AvtoVAZ je svoje automobile počeo izvoziti na britansko i irsko tržište 1974. Na tom tržištu koristio je marku Lada. Tako se primjerice tamo nije prodavao VAZ-2101, nego Lada-2101. Automobil je bio temeljen na Fiatu 124 te je bio poznat po zastarjeloj tehnologiji i slaboj ekonomičnosti potrošnje goriva. Ipak, automobil je stekao popularnost zbog prostrane unutrašnjosti i niske cijene.
Kasnije je na tržište izbačena Lada Riva s istaknutim praktičnim oprugama od nehrđajućeg čelika na branicima. Gotovo glavni razlog velike kupnje tog automobila bila je niska cijena automobila tokom recesije 1980-ih godina. Lada je također apelirala i na umirovljenike na kupnju njenih vozila.
Nakon predstavljanja Lade Rive 1980., prodaja Ladinih automobila u Velikoj Britaniji i Irskoj 1980-ih bila je velika. Tako je primjerice na tom tržištu 1988. prodano 33.000 vozila. Na britanskom i irskom tržištu Lada je izgradila prodajni lanac svojih vozila pod nazivom Santra Motors. Dio prodajnog lanca bio je u vlasništvu agencija, a dio u Ladinom vlasništvu. Lada 1987. i 1988. u potpunosti prodaje svoj udio Santra Motorsa.
U tom vremenu bio je poznat oglas za Ladu Rivu koji je snimio tamošnji komičarski dvojac Cannon i Ball.
Kasnih 1980-ih i početkom 1990-ih Lada postaje žrtvom ekonomskih i političkih problema u Rusiji. Zbog toga nije bilo moguće ulagati u adekvatni razvoj Ladinih proizvoda i usluga. Tako je primjerice tek tokom 1990-ih dizajn Lade Rive promijenjen više nego ikad. Ipak, ni s cijenom od 5.000 GBP-a Lada Riva nije mogla prikriti dizajn koji se nije mijenjao od 1966. Prodaja tokom 1990-ih u Velikoj Britaniji i Republici Irskoj naglo počinje opadati. U 1996. godini, na tom tržištu prodano je svega 8.000 Ladinih automobila. U tom vremenu mnogi Ladini zaposlenici na tom prostoru ostali su bez posla.
Od 1979. Lada započinje s proizvodnjom Lade Nive, terenskog vozila s pogonom na sva četiri kotača. S konstrukcijom monokok, bila je inovativna na tržištu vozila s pogonom na sva četiri kotača. Konkurenciju su joj predstavljali japanski rivali, Suzuki SJ i Daihatsu Fourtrak u smislu praktičnosti i stabilnosti, a iznad svega u terenskim sposobnostima, gdje je Lada Niva bila iznad svih. Također, Ladinoj tržišnoj konkurentnosti pridonijela je i niska cijena. To je bio jedini prostor gdje je Lada postigla značajniji uspjeh na britanskom i irskom tržištu 1990. godine. 
Ladu Nivu koristilo je nekoliko britanskih policijskih postaja te je kao i u Finskoj stvorila automobilski kult među njenim vozačima i obožavateljima. Iako je uz benzinski, Lada za model Nivu proizvodila i dizelski motor, on nikad nije uvezen u Veliku Britaniju.
Jednom prilikom, nekoliko tamošnjih entuzijasta u Ladinim vozilima, otišlo je na put u estonski glavni grad Tallinn gdje su mogli kupiti novi Ladin automobil za svega 2.500 USD-a. Volan je bio na desnoj strani (prilagođen britanskim vozačima) jer su automobili prvotno proizvedeni za tržište zapadne Afrike.
Lada je 1984., s modelom Samara, nastojala na tržište izbaciti suvremeni automobil. Na britansko tržište dolazi 1987. s potpuno novim mehaničkim dizajnom. Ipak, mnogi proračunljivi britanski kupci nisu se htjeli "riješiti" svojih automobila Lada Riva koje su već koristili, tvrdeći da je Riva unatoč zastarjelom dizajnu, bolji automobil od Samare. Zbog toga je Lada Samara tamo prodana znatno manje, u odnosu na druge modele.
1996. Lada s modelom 2110 nastoji izbaciti suvremeni automobil koji je u određenoj mjeri bio sličan američkim i njemačkim automobilima Ford Mondeo i Opel Vectra. Međutim, Lada 2110 nije bila prodavana u Velikoj Britaniji i Republici Irskoj.
Automobil se pokazao katastrofalno nesigurnim, zbog čega je Lada ostvarila financijske gubitke zbog miljuna prijavljenih nedostataka i kvarova na automobilu.
Suočena s europskim zahtjevima o kontroli emisije ispušnih plinova 1992. godine, Lada svejedno nastavlja koristiti rasplinjače umjesto elektronskog ubrizgavanja goriva. Tri godine kasnije, na testu MOT o kontroli emisije plinova, Lada postiže katastrofalne ocjene. Testovi su ukazali i na problem da tokom punjenja goriva dolazi do uništenja katalizatora. Svim problemima pridodan je i nedostatak određenih uvoznih komponenti. To je dovelo da se zbog povećane konkurencije automobila Daewoo i Proton tokom 1990-ih, Lada povuče s britanskog, irskog i ostalih zapadnoeuropskih tržišta.
Lada 1997. napušta Veliku Britaniju i Republiku Irsku, no nekoliko ovlaštenih automobilskih posrednika, steklo je posebno pravo za uvoz i prodaju terenaca Lada Niva. Da bi se zadovoljili britanski zakoni o kontroli emisije ispušnih plinova, na Nivinim motorima su izvršene modifikacije, a motore je proizvodio General Motors. 
1997. Lada se povlači s britanskog i drugih europskih tržišta, ali nastavlja s ogromnim uspjehom u Rusiji. Dio britanskih zaposlenika zapošljava u Francuskoj u tamošnjem prodajnom i servisnom lancu.
Nakon toga Lada naglo nestaje s britanskih prometnica. Automobili su imali minimalnu vrijednost koju bi rabljeni automobil morao imati te su "uvezeni" natrag u Rusiju.
Tako su primjerice mnogi Ladini automobili iz Velike Britanije i Republike Irske prodani natrag u Rusiju. Ti automobili tamo su prodavani ruskim kupcima koji su cijenili vrhunske izvozne specifikacije automobila ili su rastavljani u rezervne dijelove koji su potom prodavani.
Bilo je nekoliko Ladinih pokušaja za ponovnim uvođenjem automobila na britansko (ali ne i irsko) tržište, ali bez uspjeha. Danas, Lada svoje glavno izvozno tržište ima u Africi, Latinskoj Americi i Karibima.

## Motosport
2008. Lada ulazi i sudjeluje na Svjetskom automobilističkom prvenstvu (eng. World Touring Car Championship) a proizvođača je predstavljala momčad "Russian Bears Motorsport". Momčad je u prvenstvu sudjelovala s modelom Lada 110, dok je 2009. momčad vozila Ladu Priora. Momčad svoje prve bodove postiže na stazi Imola u San Marinu, s poznatim, dvostrukim prvakom WTCC-a, Jamesom Thompsonom. 3. veljače 2010. Lada je najavila da će sponzorirati momčad Formule 1 Renault F1 Team.

## Sponzorstvo
Lada je bila sponzor engleskog nogometnog kluba Aldershot F.C. dvije godine, sve do propasti kluba 1992. Lada je također sponzorirala čileanski klub Colo Colo 1991. godine kada je klub osvojio naslov državnog prvaka. Zanimljivo je spomenuti da je klub do vrha doveo hrvatski nogometni trener Mirko Jozić.
Za sezonu 2010., Lada je službeni sponzor momčadi Formule 1 Renault F1 Team.

## Galerija slika
- Lada Niva na autosajmu
- Lada Riva 1300 (limuzinska verzija)
- Lada Riva 1500 (karavanska izvedba)
- Lada Samara
- Lada Kalina (limuzinska izvedba)
- Lada Kalina na natjecanju
- Lada Priora
- Lada Revolution, konceptni automobil iz 2003.

## Vanjske poveznice
- Ladine internetske stranice